# Acrophylla wuelfingi
Espèce
Acrophylla wuelfingi est une espèce de phasmes qui vit en Australie.

## Description
La femelle peut atteindre 40 centimètres de long lorsque ses pattes sont étendues le long de son corps. La taille normale de ce phasme est 12 cm pour le mâle et 20 pour la femelle. C'est un des plus grands phasmes du monde.
La femelle est trop lourde pour voler, mais elle possède des ailes très développées pour amortir sa chute. Elle utilise également ses grandes ailes pour impressionner ses agresseurs. En les dressant au-dessus de son corps, elle paraît beaucoup plus grosse, un peu à la manière d'un chat hérissant ses poils.
La mâle est très différent. Plus petit, fluet et nerveux, il peut voler sur de grandes distances pour chercher une partenaire pour se reproduire.